# François-Emile Rignault
François-Emile Rignault   (París, 1812 - París, 15 de març de 1895) fou un violinista francès.
Va obtenir el Primer Premi de Conservatori el 1833 i entre dos anys després a la Société des concerts del Conservatori on va romandre fins al 14 d'octubre de 1873.
Es dedica principalment a la música de cambra. Va associar més o menys al llarg amb pianistes com César Franck, Louis Lacombe, Wilhelm Krüger.
Va formar part de diverses companyies de música de cambra com les d'Alard i els germans Danda, i en va fundar una el 1860 amb Charles Lamoureux.
El 1868, va obrir un curs de música d'ensemble amb Wilhelm Krüger i Benjamin Godard situat al carrer 26 de Bergère a París.

## Font
- Dictionnaire de la musique en France au XIXe siècle sous la direction de Joël-Marie Fauquet, p. 1 069 (Fayard, 2003) (ISBN 2213593167)